# Antiochos VI

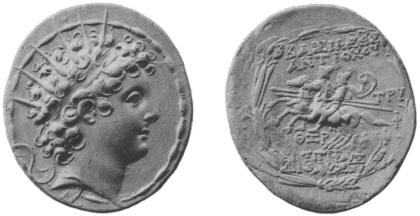
Mynt med bild av Antiochos VI. Baksidan visar Kastor och Polydeukes till häst. Den grekiska inskriften lyder ΒΑΣΙΛΕΩΣ ΑΝΤΙΟΧΟΥ (kung Antiochos). Datumet ΘΞΡ är 169 av seleukideran, motsvarande 144–143 f.Kr.

Antiochos VI Theos (på mynt med tillnamnen Epiphanes Dionysus), född cirka 148 f.Kr., död 142 f.Kr. var seleukidisk kung av Syrien mellan cirka 144-142 f.Kr. Han var son till Alexander Balas, också kung av Syrien.
Antiochos Theos befann sig i Arabien vid sin fars död men framtogs av faderns general Diodotus Tryfon som tronkandidat i dennes maktkamp mot Demetrios Nikator. Tryfon hade framgång då judiska ledare och stora delar av Syrien erkände den unge Antiochos som konung, men 142 f.Kr. fann Tryfon det för gott att själv överta tronen och röjde gossen ur vägen.
Antiochos var endast kung till namnet, egentligen fungerade han under hela sin regeringstid som ett verktyg för Tryfon i maktkampen mot Demetrios.